# Aphaenogaster friederichsi
Aphaenogaster friederichsi är en myrart som beskrevs av Auguste-Henri Forel 1918. Aphaenogaster friederichsi ingår i släktet Aphaenogaster och familjen myror. Inga underarter finns listade i Catalogue of Life.

## Bildgalleri

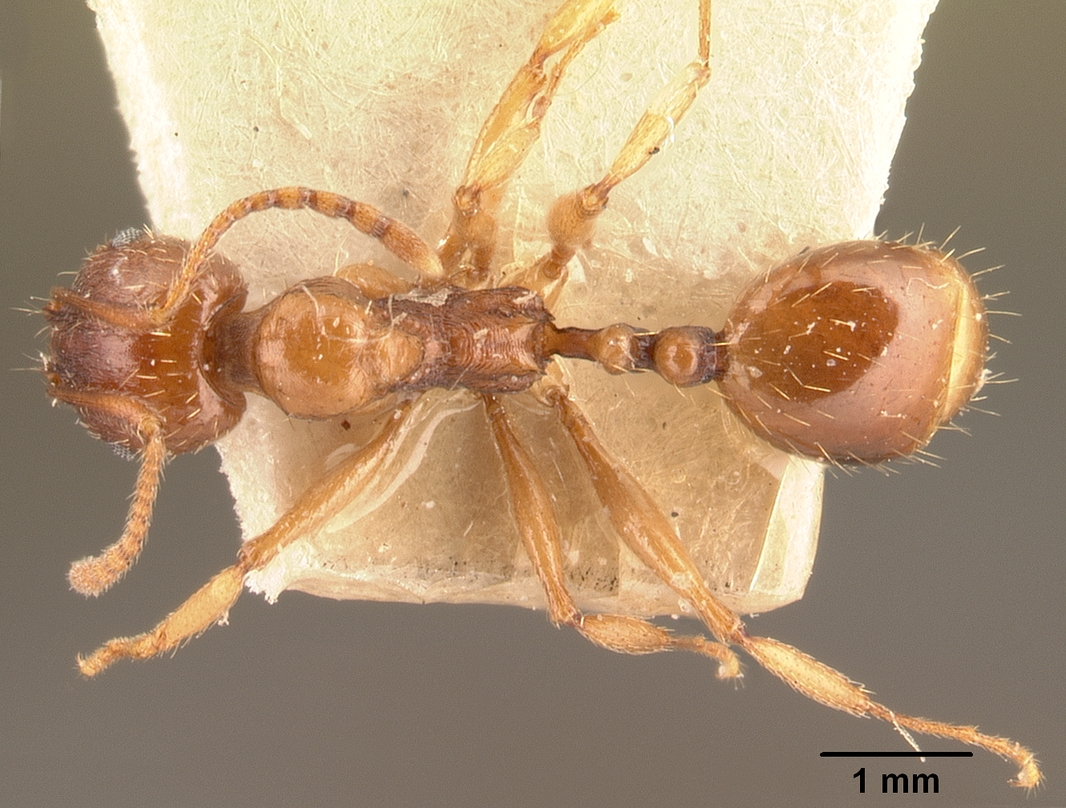
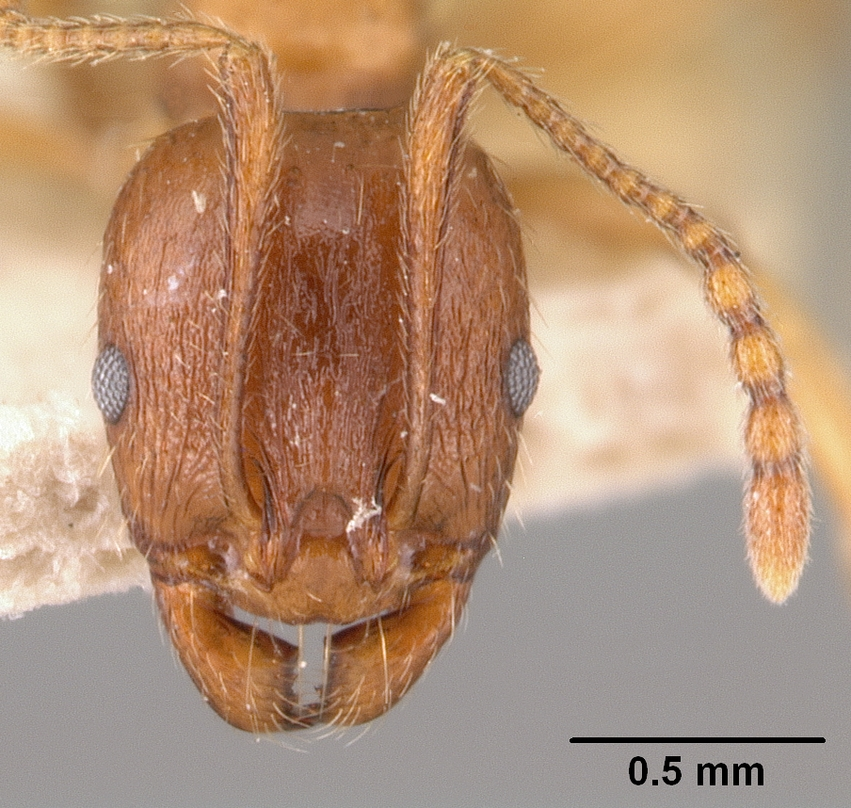
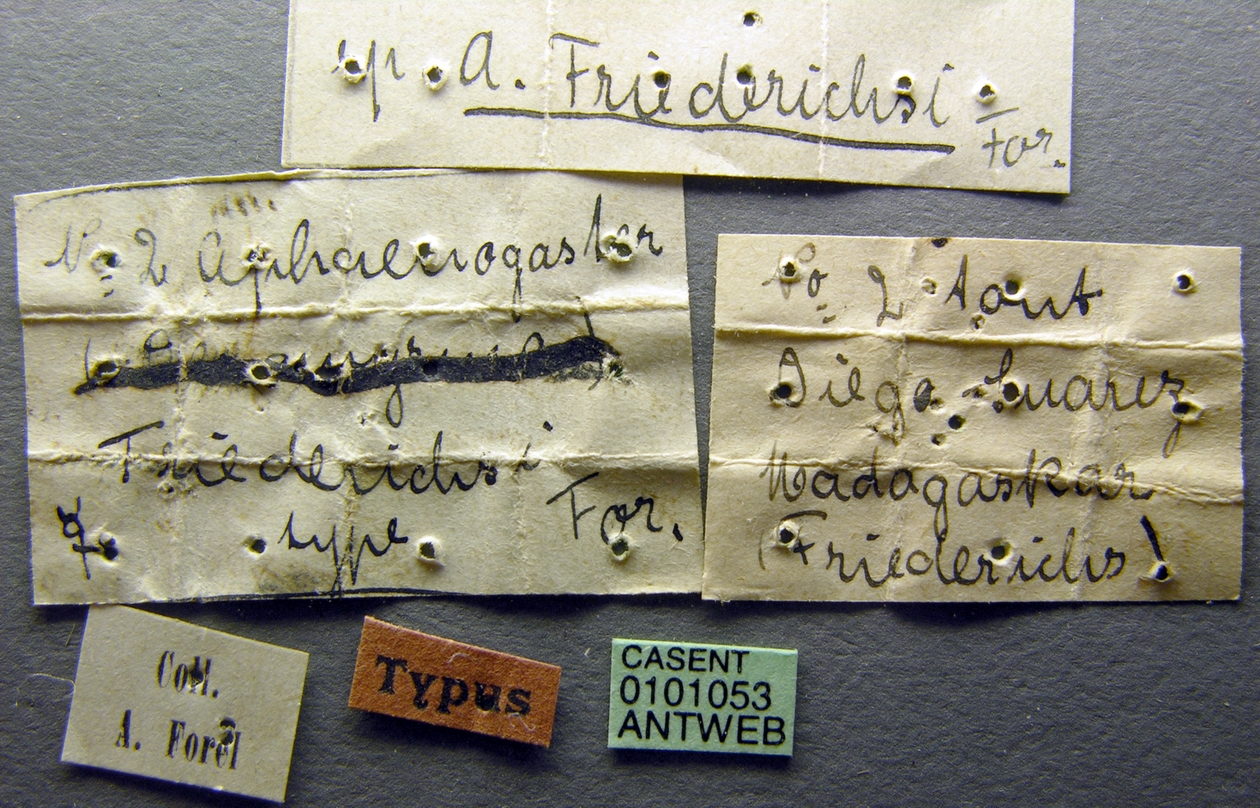
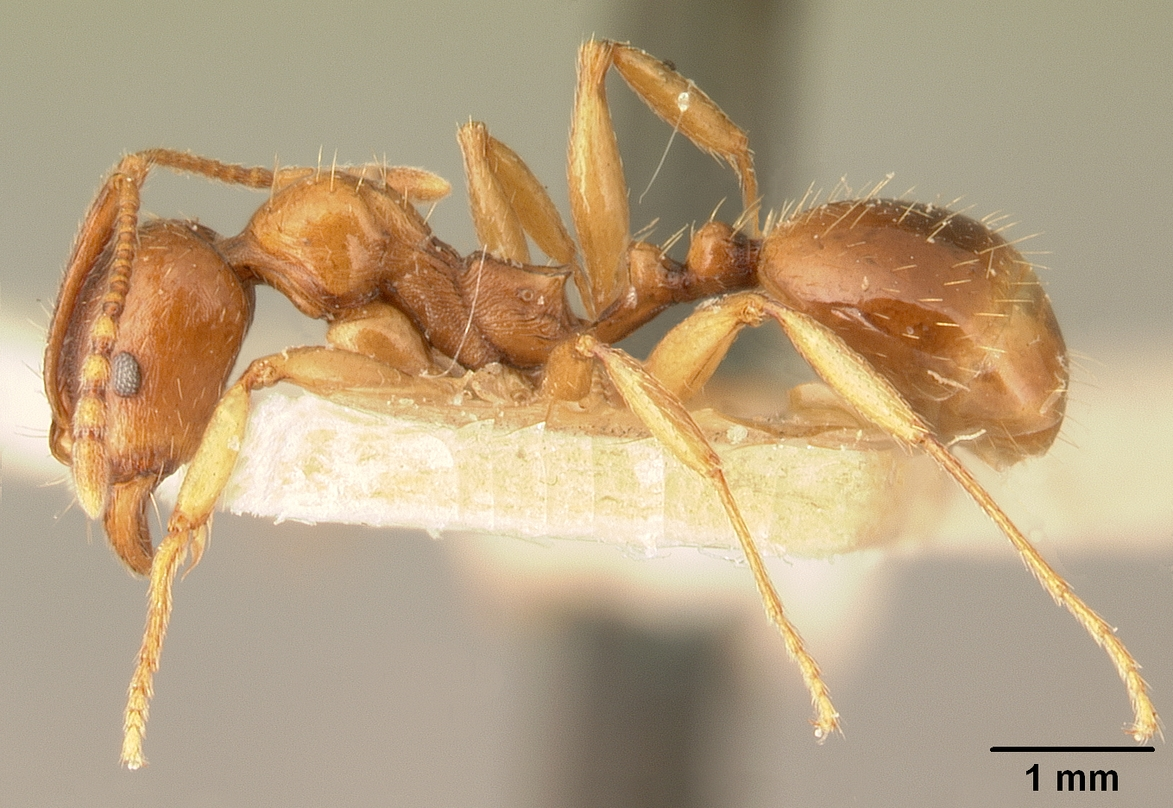
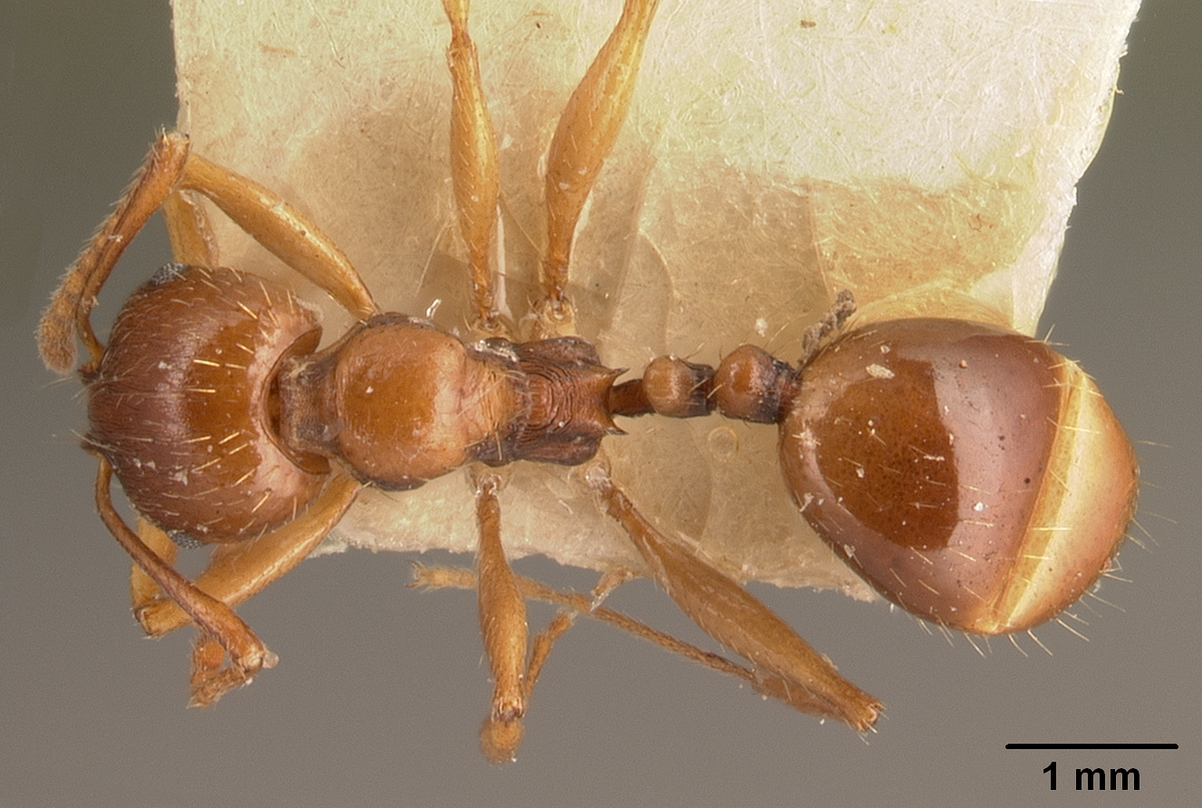
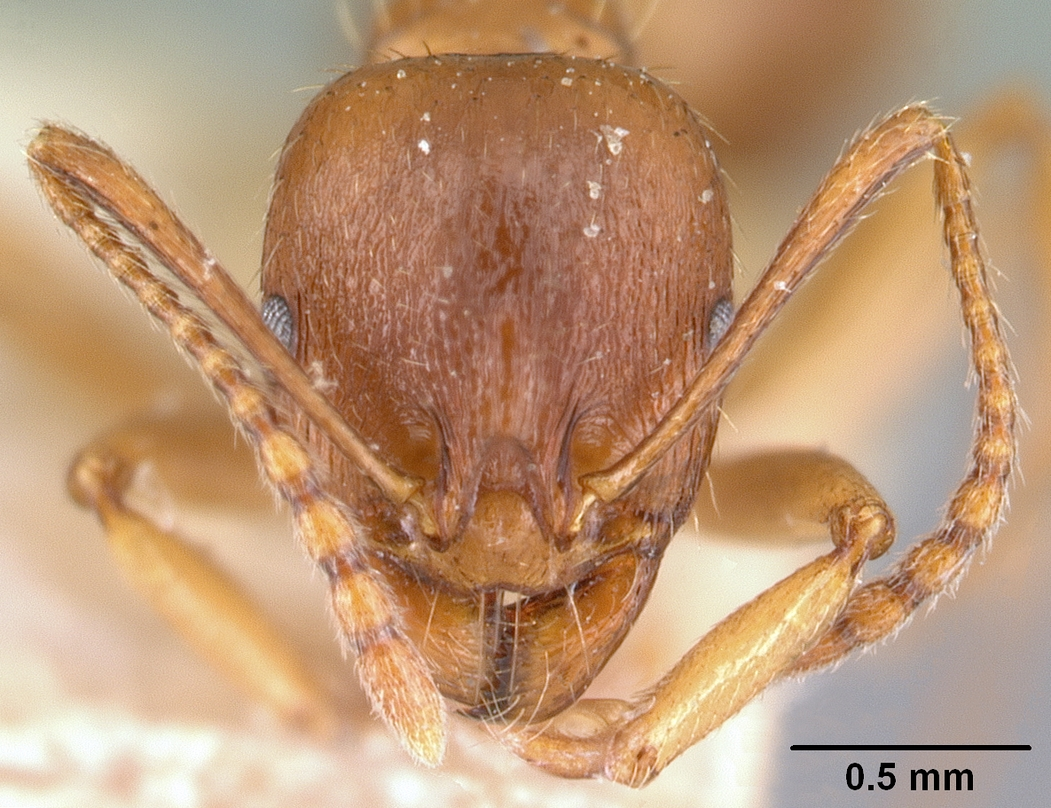